# Byrsia guizonis
Byrsia guizonis är en fjärilsart som beskrevs av Jordan 1904. Byrsia guizonis ingår i släktet Byrsia och familjen björnspinnare. Inga underarter finns listade i Catalogue of Life.